# Seznam osebnosti iz Občine Zagorje ob Savi

## Literati, prevajalci, publicisti
- Ivan Cankar (1876, Vrhnika – december 1918, Ljubljana), slovenski pisatelj, dramatik in pesnik. V Zagorju je imel leta 1907  predvolilni govor kot kandidat Jugoslovanske socialnodemokratske stranke. Po njem imenovan trg in postavljen doprsni kip.
- Slavko Grum (1901, Šmartno pri Litiji – 1949 Zagorje ob Savi) Leta 1929 je pričel delati v Zagorju, takrat ni več pisal, prav tako  se ni udejstvoval  v javnem življenju. Po njem se imenuje šola s prilagojenim programom v Zagorju in občinska nagrada.
- Vida Taufer  (1903, Zagorje ob Savi – 1966, Ljubljana),   pesnica
- Mile Klopčič (1905, L'Hôpital, Francija –1984, Ljubljana). V Zagorju je preživljal otroštvo.
- Ivan Zupan (pesnik) (1875,Borovak pri Podkumu – 1950, Cleveland, Ohio, Združene države Amerike), pesnik, časnikar
- Cene Vipotnik (1914, Zagorje ob Savi – 1972, Ljubljana), pesnik, urednik, prevajalec
- Ivan Šinkovec (1921, Zagorje ob Savi – 1974 San Francisco) novinar
- Igor Karlovšek (1958, Celje – ), slovenski pisatelj, scenarist in odvetnik. Dogajalni prostor v njegovem romanu Bazen se odvija na območju rudnika.
- Roman Rozina (1960 – ) publicist, novinar, pisatelj

## Šolniki
- Peter Gross  (1834, Tržič – 1913, Zagorje ob Savi), šolnik, mladinski pisatelj
- Jože Zakovšek  (1910, Zagorje ob Savi – 1964, Ljubljana), surdopedagog
- Emil Ulaga  (1911, Rimske Toplice –  2000, Izlake) pedagog, defektolog, glasbenik

## Duhovniki, redovniki
- Vajkard Lewenberg  (1677, Čemšenik – 1738, Beograd, Srbija), duhovnik, redovnik, jezuit
- Jakob Prašnikar  (1784, Kolovrat  –  1841, Spodnja Polskava), učitelj, duhovnik
- Kajetan Hueber   (1810, Ljubljana – 1870, Čemšenik), pisatelj, duhovnik, Prešernov prijatelj.
- Valentin Majar  (1851, Dol pri Ljubljani – 1938, Izlake),  nabožni pisatelj, duhovnik, redovnik, frančiškan
- Benigen Snoj  (1867, Zagorje ob Savi – 1942, Rome City, Indiana, Združene države Amerike), narodni delavec, homeopat, duhovnik, redovnik, frančiškan
- Franc Hrastelj  (1894, Zagorje ob Savi – 1981, Maribor), duhovnik in publicist
- Ciril Ažman  (1881, Podkum – 1952, Ljubljana),  časnikar, šolnik, duhovnik
- Franc (Hugo) Bren  (1881, Rovišče – 1953, Rim, Italija), zgodovinar, nabožni pisatelj, duhovnik, redovnik, frančiškan

## Znanstveniki, zdravniki, strokovnjaki, humanisti
- Janez Vajkard Valvasor  (1641, Ljubljana – 1693, Krško),  polihistor, risar, zbiralec, založnik. Pokopan naj bi bil v družinski grobnici ob gradu Medija, Izlake.
- Nikomed Rastern  (1806, Čemšenik – 1875, Čemšenik),   botanik, baron  veleposestnik
- Josip Celestina (1845, Zagorje ob Savi – 1912, Ljubljana), matematik
- Mihael Knaflič  (1857, Zagorje ob Savi –  Ljubljana),  veterinar, hipolog, učitelj podkovstva
- Tomo Zarnik (1864 Kropa – 1943), zdravnik, kulturni delavec
- Adolf Drolc (1914, Zagorje ob Savi – 1985 Maribor), zdravnik
- Vekoslav Korošec  (1914, Zagorje ob Savi – 1992), inženir elektrotehnike
- Tugomir Cajnko (1915, Zagorje ob Savi – 2002), inženir gozdarstva
- Rudi Ahčan  (1918, Zagorje ob Savi  – 2008, Ljubljana), montanist
- Vida Lasič (1920, Zagorje ob Savi – 1997, Ljubljana), radiotehnica in pisateljica
- Luc Menaše  (1925, Šentlambert – 2002, Ljubljana), umetnostni zgodovinar, likovni kritik, publicist, leksikograf

## Gledališki, filmski, likovni ustvarjalci in kulturni delavci
- Metod Badjura (1896, Litija – 1971, Ljubljana), filmski režiser, filmski scenarist, filmski snemalec, grafik. Svoje otroštvo je preživljal v Zagorju in na Lokah.
- Slavko Jan   (1904, Zagorje ob Savi – 1987, Ljubljana), igralec, režiser, pedagog
- Tone Leskovšek ( 1919, Zagorje ob Savi – 1979, Zagorje ob Savi), slikar, pedagog, kulturni delavec. Ustanovitelj slikarske kolonije Zagorje-Izlake
- Franc Kopitar (1928, Zagorje ob Savi – 1989, Golnik), slikar, kipar,  likovni pedagog
- Nande Razboršek (Fortunat)  (1932, Polšina pri Trojanah –  2010, Zagorje ob Savi), pesnik, pisatelj, kulturni delavec, pedagog
- Nikolaj Beer  (1945, Križevci –), slikar. Živi in ustvarja na Izlakah.
- Dušan Kastelic (1964, Trbovlje –), ilustrator, risar stripov, ustvarjalec animiranih filmov. Živi in deluje v Zagorju.

## Politiki
- Melhijor Čobal  (1864, Prebold – 1943, Zagorje ob Savi ), politik, organizator, sindikalni delavec
- Ignac Sitter  (1875, Zagorje ob Savi – 1939, Trbovlje ), politik
- Mirko Weinberger  (1897, Zagorje ob Savi – 1943, Sovjetska zveza ), politik
- Miha Marinko  (1900, Rovte nad Trbovljami – 1983, Ljubljana), politik
- Franc Snoj  (1902, Zagorje ob Savi – 1962, Ljubljana), politik
- Janez Vipotnik  (1917, Zagorje ob Savi –  1998, Ljubljana), politik, pisatelj
- Janez Drnovšek  (1950, Celje – 2008, Zaplana), politik, predsednik vlade RS (1992–2002), predsednik Slovenije (2002–2007). Otroštvo in mladost je preživljal v Kisovcu,  po njem se imenuje mestni park v Zagorju.
- Matjaž Švagan (1963 Ljubljana –),  politik, poslanec in župan

## Narodni heroji
- Ivan Kavčič (1913, Desenjak – 1943 Sela pri Šumberku), narodni heroj, partizan. Po njem se imenuje osnovna šola na Izlakah.
- Janko Skvarča (Ivan)  (1915, Spodnja Idrija  – 1943, Bistrica ob Sotli), narodni heroj, partizan. Po njem se imenuje osnovna šola V Zagorju.
- Tone Okrogar  (1923, Zagorje ob Savi – 1955 Črna na Koroškem),  delavec, komunist, častnik, partizan in narodni heroj. Po njem se imenuje osnovna šola v Zagorju.
- Franc Farčnik  (1899, Prekopa – 1942, Grad Borl), partijski delavec. Po njem se imenuje krajevna skupnost v Zagorju.

## Glasbeniki
- Albin Stritar  starejši (1886, Zagorje ob Savi  – 1962, Ljubljana), glasbenik, šolnik
- Zora Zarnik (1904, Zagorje ob Savi – 1972, Ljubljana), pianistka, klavirska pedagoginja
- Svetozar Marolt (1919, Ljubljana – 1944, Zagorje ob Savi), skladatelj
- Ladko Korošec  (1920, Zagorje ob Savi – 1995, Ljubljana), operni pevec
- Vlado Poredoš (1958, Beltinci – ), glasbenik, pevec skupine Orlek. Živi in ustvarja v Zagorju.
- Nana Forte  (1981, Zagorje ob Savi – ), skladateljica

## Gospodarstveniki
- Avguštin Ternovšek  (1654, Zagorje ob Savi – 1699, Fala), kletar, kemik, duhovnik redovnik, benediktinec
- Viktor Ruard (1814, Jesenice – 1868 Jesenice), gospodarstvenik, podjetnik. Lastnik zagorske steklarne in rudnikov, po njem se imenuje športno-rekreacijski park pred mestom.
- Alojzij Prašnikar   (1821, Izlake – 1889, Mekinje), gospodarstvenik
- Sandi Češko (1961, Zagorje ob Savi – ), gospodarstvenik

## Športniki, športni delavci
- Rudolf Badjura (1881, Litija – 1963, Ljubljana), pionir slovenskega planinstva in smučanja. Izdal prvi slovenski priročnik za pouk smučanja. Leta 1928 dokončno poimenuje regijo Zasavje. Svoje otroštvo je preživljal v Zagorju in na Lokah.
- Stanislava Brezovar (1937, Zagorje ob Savi – 2003 Zagorje ob Savi), balerina, poročena z avstrijskim dirigentom Carlosom Kleiberjem
- Albin Planinc (1944, Briše – 2008, Ljubljana), šahovski velemojster
- Primož Roglič (1989, Trbovlje – ), kolesar, smučarski skakalec. Prvi Slovenec, ki je zmagal etapno tekmo na Tour de France.
- Katja Požun (1993, Trbovlje – ), smučarska skakalka